# Большой Сераль Алеппо
Большой Сераль — бывшая резиденция губернатора сирийского города Алеппо . Он был построен между 1928 и 1933 годами и открыт в во время правления мэра Набиха Мартини.
Здание расположено к югу от Цитадели Алеппо. С запада его окружают площадь Цитадели и медресе Ас-Султания, с юга — мечеть Аль-Отруш, с востока — Дворец правосудия и хаммам Ялбуга, а с севера — Цитадель.

## История

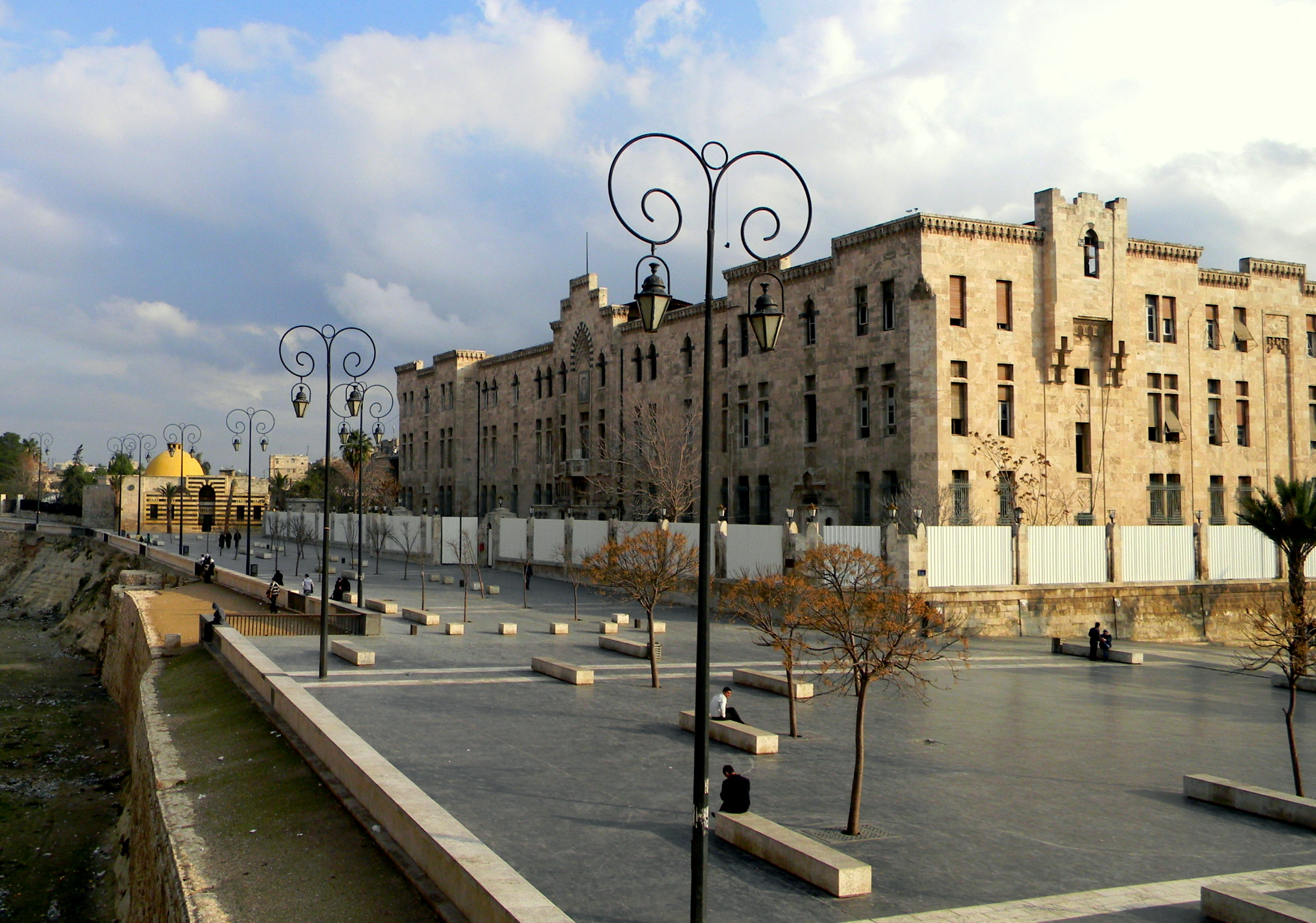
Сераль в 2011 году

Идея строительства нового правительственного здания возникла после того, как в сентябре 1920 года французский генерал Анри Гуро провозгласил государство Алеппо . Однако строительство началось лишь в 1928 году, после образования сирийского государства под французским мандатом . Разработкой проекта здания занимался сирийско-армянский архитектор Кегам Акгюлян, а за строительство отвечал  сирийско-армянский инженер Кеворк Бабоян .
Торжественное открытие здания состоялось 15 апреля 1933 года.  До 2008 года здесь располагалась резиденция правительства, пока не открылось новое здание городского совета Алеппо.
В августе 2014 года здание было почти полностью разрушено во время гражданской войны в Сирии в результате подземного взрыва. 

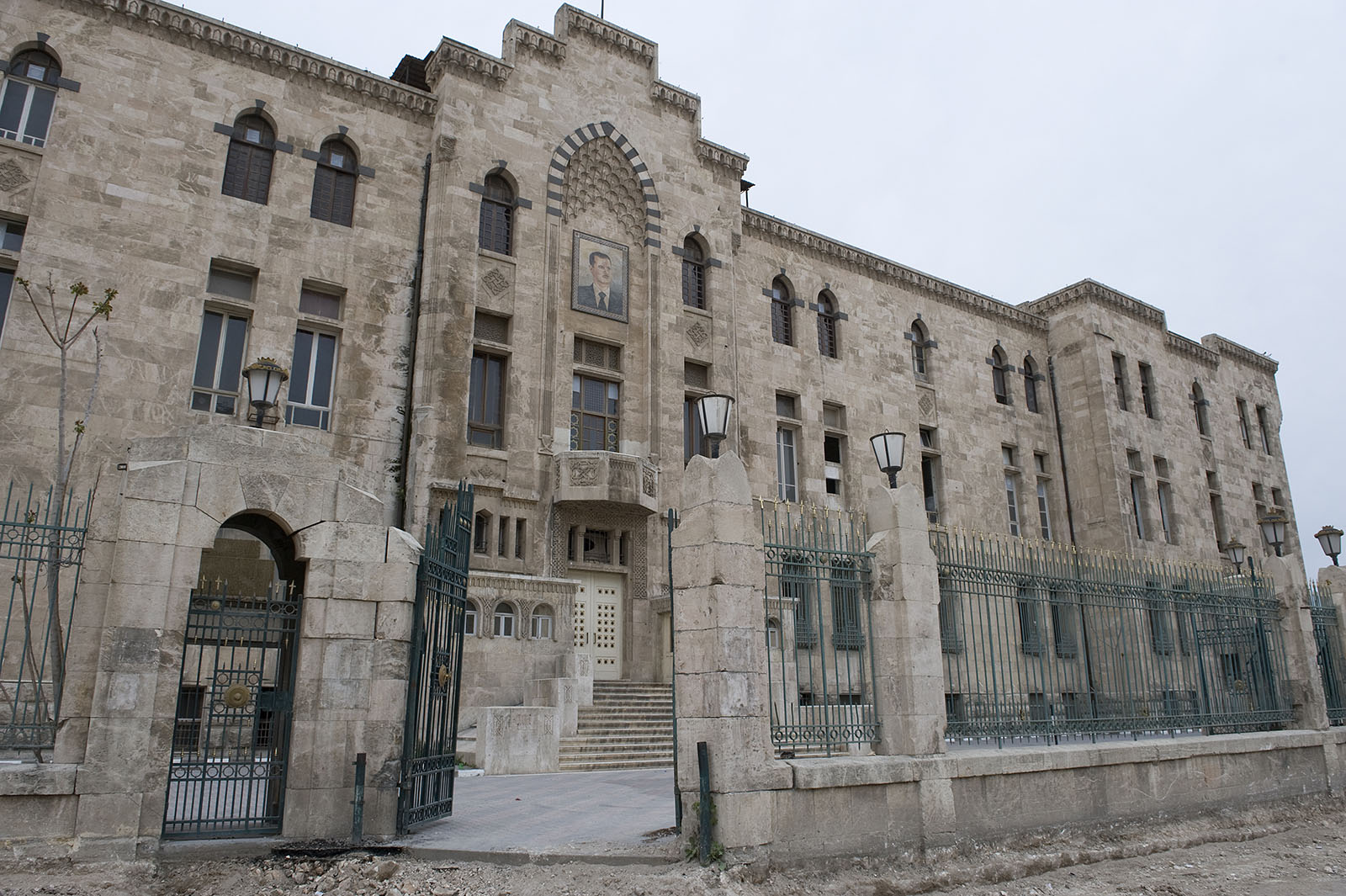
Гранд Серай в Алеппо в 2009 году.

## Примечание
1. ↑  Serail, Das. — Oxford University Press, 2002. — (Oxford Music Online).
2. ↑   Saray Halab al-Kabir. Archnet. Дата обращения: 4 декабря 2021.